# Compression (thermodynamique)
Pour les articles homonymes, voir Compression.
La compression est le contraire de la détente. Lors d'une compression, la pression d'un système augmente.

## Propriétés
La température d'un gaz parfait est proportionnelle à son volume (à pression constante) : si le volume augmente la température augmente et réciproquement (par apport de chaleur). Le volume du gaz est inversement proportionnel à la pression qu'il exerce (à température constante) : si la pression augmente, le volume diminue. Par conséquent, un gaz diminue son volume en refroidissant ou en augmentant sa pression.